# بنوارحسین
بنوارحسین، روستایی از توابع بخش مرکزی شهرستان دزفول در استان خوزستان ایران است.

## مردم
مردم این روستا به لری  سخن می گویند و لر می باشند.

## جمعیت
این روستا در دهستان قبله‌ای قرار دارد و براساس سرشماری مرکز آمار ایران در سال ۱۳۸۵، جمعیت آن ۶۷۴ نفر (۱۳۹خانوار) بوده‌است.